# XADO Motorsport
XADO Motorsport — автомобильная гоночная команда, участник чемпионата Украины по ралли. Чемпион Украины по шоссейно-кольцевым гонкам 2009 года, чемпион Украины по ралли 2010 года.

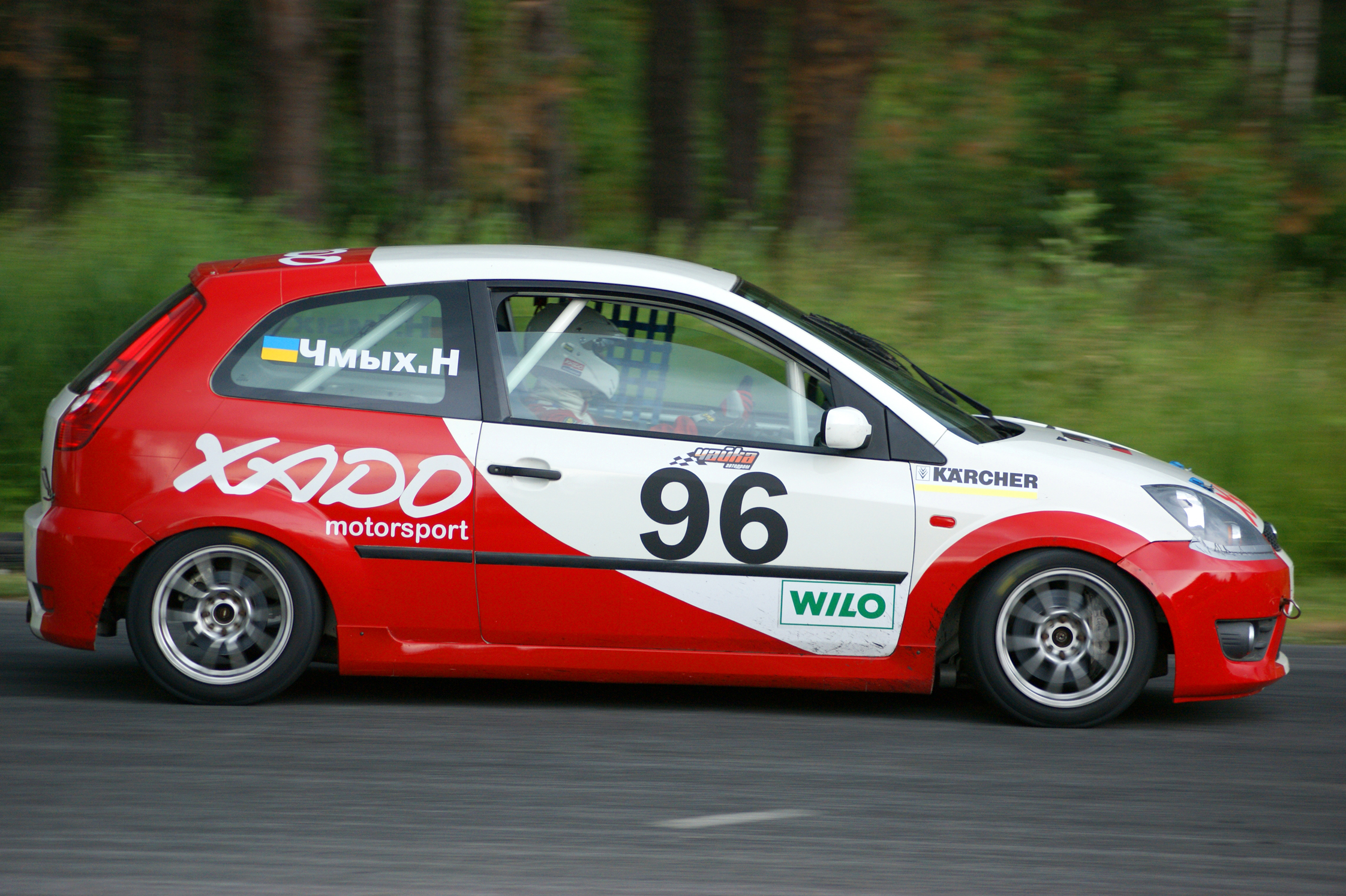
Автомобиль для кольцевых гонок команды XADO Motorsport

База — г. Харьков, Украина.

## История
Команда была основана в 2002 году. На тот момент она стала первой профессиональной харьковской командой по автокроссу. Пилоты команды, Николай Чмых и Станислав Беседин, являются многократными чемпионами и призёрами Украины по автокроссу 2004—2007 годов. С 2007 года команда сменила владельца, получила название XADO Motorsport и заявила о своем участии в Чемпионате Украины по шоссейно-кольцевым гонкам.

### Сезон 2008
15 апреля была презентована первая харьковская команда по шоссейно-кольцевым гонкам XADO Motorsport. В этом году пилоты впервые официально вышли на автодром «Чайка» под Киевом, где проводятся шоссейно-кольцевые гонки Чемпионата Украины.
На автомобиле ВАЗ-2108 Николай Чмых сумел выиграть три этапа. По результатам сезона 2008 XADO Motorsport стала бронзовым призёром в командном зачете. Пилоты завоевали серебряные и бронзовые медали в личных зачетах. В этом же 2008 году команда стала лучшей в Чемпионате Украины по горным гонкам.
Среди других достижений этого года — победа Николая Чмыха в одном из этапов Национальной российской гоночной серии АвтоВАЗа «Кубок LADA».

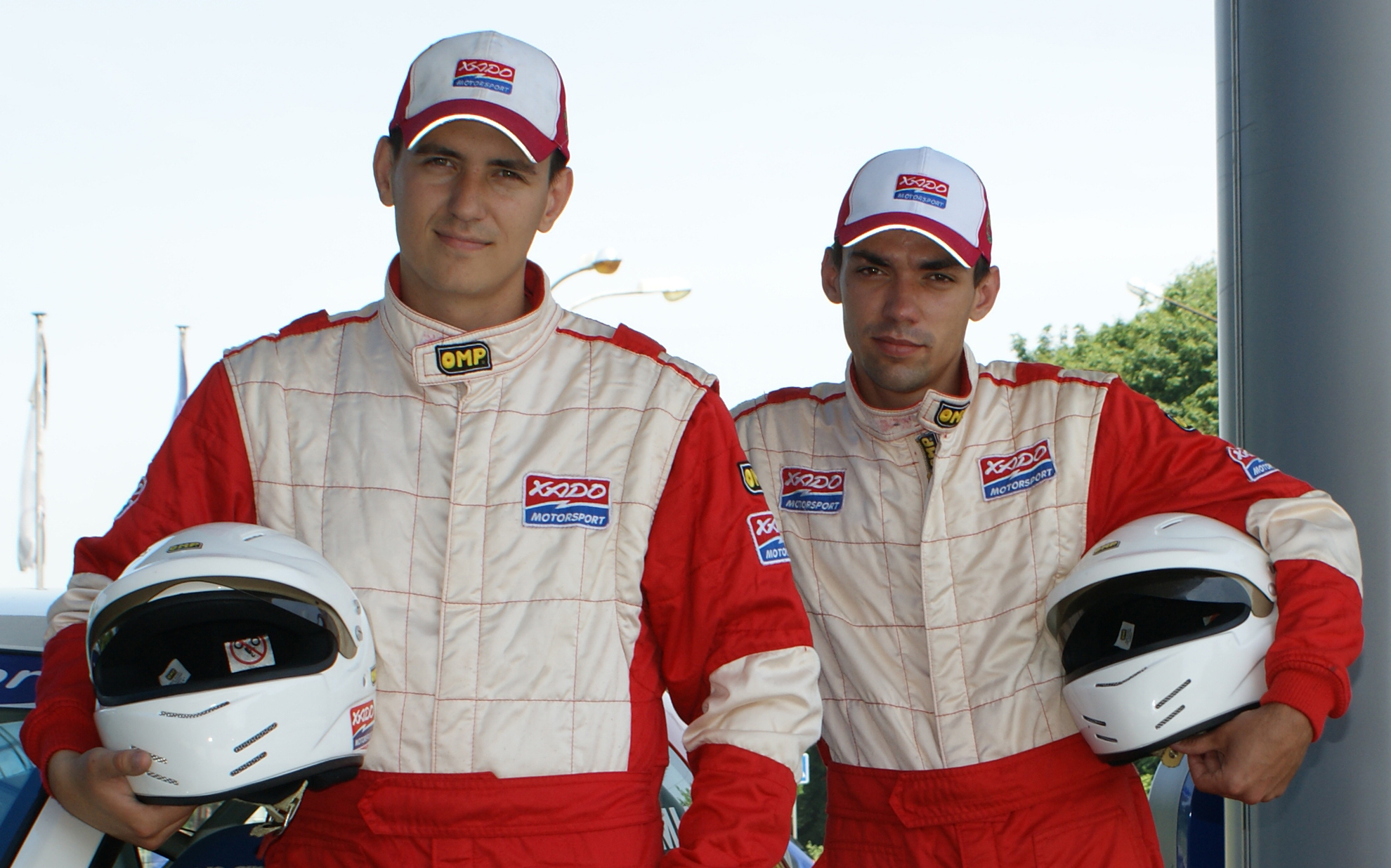
Николай Чмых и Станислав Беседин, пилоты команды XADO Motorsport

### Сезон 2009
По результатам Чемпионата Украины 2009 по шоссейно-кольцевым гонкам харьковский коллектив стал Чемпионом Украины в командном зачете. Пилот Станислав Беседин стал Чемпионом Украины. Николай Чмых, уже во второй раз завоевал вице-чемпионский титул в своем классе. Команда также приняла участие в нескольких Кубках по шоссейно-кольцевым гонкам, которые проводились отдельно от Чемпионата. Переломным в истории команды стало выступление в этом году Николая Чмыха на знаменитом ралли Ялта, где пилот одержал победу в классе У11. Это событие предопределило новый виток в развитии команды.

### Сезон 2010
Сезон 2010 года стал для команды дебютным в чемпионате Украины по ралли. Экипаж Чмых/Вильчинский выиграл Чемпионат Украины в классе У10, а экипаж Беседин/Донской стал чемпионом в классе У9. В топ-классе N4 за команду выступал Антон Кузьменко. По итогам года XADO Motorsport стала обладателем Кубка Украины по ралли в командном зачете и заняла второе место в Чемпионате Украины..

### Сезон 2011
В 2011 году команда претерпела изменения. Вместо экипажа Антона Кузменко за титулы соревновался Сергей Костюков. Также обновился и технический парк команды: Николай Чмых соревновался в классе N4 на новой Subaru Impreza; Станислав Беседин пересел на машину, подготовленную под класс У10; его же старая ВАЗ-2108 досталась Сергею Костюкову. К концу года команда стала обладателем Кубка Украины.

### Сезон 2012
Николай Чмых занял второе место в абсолютном зачете Чемпионата Украины 2012 года. Его штурман Александр Вильчинский стал третьим в аналогичном зачете для штурманов. В своем классе и Чмых, и Вильчинский стали серебряными призёрами.
Станислав Беседин и Александр Донской, которые выступали в 5-м классе, по итогам года в своем классе стали: четвёртым среди первых пилотов и третьим среди штурманов, соответственно.
Экипаж Сергея Костюкова и Андрея Борового в классе У1400 завоевал второе место в классе.

### Сезон 2013
По итогам года XADO Motorsport выиграла в командном зачете три турнира по ралли: чемпионат Украины, Кубок Приазовья и Кубок Крыма.

## Результаты
- Бронзовый призёр Чемпионата Украины по шоссейно-кольцевым гонкам 2008 года.
- Чемпион Украины по горным гонкам 2008 года.
- Чемпион Украины по шоссейно-кольцевым гонкам 2009 года.
- Обладатель Кубка Украины по ралли 2010 года.
- Вице-чемпион Украины по ралли 2010 года.
- Обладатель Кубка Украины по ралли 2011 года.
- Чемпион Украины по ралли 2013, обладатель Кубка Приазовья 2013, обладатель Кубка Крыма 2013.

## Состав команды
Чмых Николай (старший)— технический директор команды, мастер спорта, двукратный чемпион Украины по шоссейно-кольцевым гонкам.
Беседин Алексей — коммерческий директор команды, кандидат в мастера спорта, чемпион Украины по автокроссу, глава АК «Харьков».
Чмых Николай (младший) — гонщик, мастер спорта, чемпион Украины по ралли, обладатель Кубка Украины по ралли, двукратный серебряный призёр Чемпионата Украины по шоссейно-кольцевым гонкам, обладатель Кубка Украины по зимним трековым гонкам, трехкратный чемпион Украины по автокроссу.
Вильчинский Александр — штурман, мастер спорта, чемпион Украины по ралли, обладатель Кубка Украины по ралли.
Беседин Станислав — гонщик, мастер спорта, чемпион Украины по ралли, чемпион Украины по шоссейно-кольцевым гонкам, обладатель Кубка Украины по шоссейно-кольцевым гонкам, бронзовый призёр Чемпионата Украины по горным гонкам, серебряный призёр Чемпионата Украины по автокроссу.
Донской Александр — штурман, мастер спорта, чемпион Украины по ралли.
Костюков Сергей — гонщик, мастер спорта.

## Владелец
Компания ХАДО (XADO)